# Ông Cồn
Ông Cồn is een riviereiland. Het eiland behoort tot xã Đại Phước, een xã in district Nhơn Trạch van de Vietnamese provincie Đồng Nai. Om het eiland stromen twee rivieren, de Cái, die zich van de Đồng Nai afsplitst om het even later weer samen te vloeien.